# Ortigueira - Mera
Ortigueira - Mera este o arie protejată (arie specială de conservare — SAC, sit de importanță comunitară — SCI) din Spania întinsă pe o suprafață de 3.867,81 ha, din care 43 % marine.

## Localizare
Centrul sitului Ortigueira - Mera este situat la coordonatele 43°42′11″N 7°50′07″W / 43.7031°N 7.8352°V.

## Înființare
Situl Ortigueira - Mera a fost declarat sit de importanță comunitară în februarie 1999 pentru a proteja 3 specii de plante și 46 de specii de animale. Situl a fost protejat și ca arie specială de conservare în martie 2014.

## Biodiversitate
Situată în ecoregiunile atlantică și marină Atlantică, aria protejată conține 34 de habitate naturale: Depresiuni intradunale umede, Păduri de stejar galițio-portugheze cu Quercus robur și Quercus pyrenaica, Pășuni atlantice udate de apa mării (Glauco-Puccinellietalia maritimae), Izvoare petrifiante cu formare de travertin (Cratoneurion), Peșteri marine scufundate complet sau parțial, Păduri pe pante, grohotișuri și ravene de Tilio-Acerion, Tufărișuri halofile mediteraneene și termo-atlantice (Sarcocornetea fruticosi), Pajiști uscate europene, Recifuri, Dune cu vegetație ierboasă Malcolmietalia, Vegetație anuală la limita mareei, Bancuri de nisip acoperite în permanență slab de apă marină, Roci stâncoase cu vegetație pionieră de Sedo-Scleranthion sau Sedo albi-Veronicion dillenii, Dune mobile cu vegetație embrionară, Golfuri mici largi și golfuri puțin adânci, Faleze cu vegetație de pe coastele atlantice și baltice, Pajiști umede atlantice temperate cu Erica ciliaris și Erica tetralix, Dune de coastă fixe cu vegetație erbacee („dune gri”), Pseudostepă cu ierburi și specii anuale de Thero-Brachypodietea, Matorral arborescenți cu Laurus nobilis, Lagune de coastă, Salicornia și alte specii anuale care populează regiunile mlăștinoase și nisipoase, Liziere de ierburi înalte hidrofile de câmpie și de nivel montan până la alpin, Păduri aluvionare cu Alnus glutinosa și Fraxinus excelsior (Alno-Padion, Alnion incanae, Salicion albae), Pajiștile Spartina (Spartinion maritimae), Pajiști cu Molinia pe soluri calcaroase, turboase sau argilos-nămoloase (Molinion caeruleae), Cursuri de apă de la nivel de câmpie la nivel montan, cu vegetație Ranunculion fluitantis și Callitricho-Batrachion, Fânețe de joasă altitudine (Alopecurus pratensis, Sanguisorba officinalis), Pajiști umede mediteraneene cu ierburi înalte de Molinio-Holoschoenion, Peșteri inaccesibile publicului, Pante stâncoase silicioase cu vegetație casmofită, Estuare, Terase mlăștinoase și terase nisipoase neacoperite de apă la reflux, Dune mobile de-a lungul țărmului cu Ammophila arenaria („dune albe”).
La baza desemnării sitului se află mai multe specii protejate:
- plante (3): Culcita macrocarpa, Trichomanes speciosum, Woodwardia radicans
- păsări (34): pescăruș albastru (Alcedo atthis), rață sulițar (Anas acuta), rață lingurar (Anas clypeata), rață pitică (Anas crecca), rață fluierătoare (Anas penelope), rață mare (Anas platyrhynchos), rață pestriță (Anas strepera), stârc cenușiu (Ardea cinerea), fugaci de țărm (Calidris alpina), Calidris canutus, caprimulg (Caprimulgus europaeus), prundăraș de sărătură (Charadrius alexandrinus), prundaș gulerat mare (Charadrius hiaticula), chirighiță neagră (Chlidonias niger), erete de stuf (Circus aeruginosus), egretă mică (Egretta garzetta), șoim călător (Falco peregrinus), cufundar polar (Gavia arctica), cufundar mare (Gavia immer), scoicar (Haematopus ostralegus), sitar de mal nordic (Limosa lapponica), culic mare (Numenius arquata), Numenius phaeopus, cormoran mare (Phalacrocorax carbo), Phalacrocorax carbo sinensis, bătăuș (Philomachus pugnax), lopătar (Platalea leucorodia), ploier argintiu (Pluvialis squatarola), cresteț pestriț (Porzana porzana), chiră mică (Sterna albifrons), chiră de mare (Sterna sandvicensis), silvie de tufiș (Sylvia undata), fluierarul cu picioare roșii (Tringa totanus), nagâț (Vanellus vanellus)
- amfibieni (2): Chioglossa lusitanica, Discoglossus galganoi
- mamifere (4): vidră de râu (Lutra lutra), liliac cu urechi de șoarece (Myotis blythii), liliacul mare cu potcoavă (Rhinolophus ferrumequinum), liliacul mic cu potcoavă (Rhinolophus hipposideros)
- nevertebrate (2): Elona quimperiana, rădașcă (Lucanus cervus)
- pești (2): Petromyzon marinus, somonul (Salmo salar)
- reptile (2): Iberolacerta monticola, Lacerta schreiberi

Pe lângă speciile protejate, pe teritoriul sitului au mai fost identificate 7 specii de plante, 1 specie de amfibieni, 2 specii de mamifere, 2 specii de reptile.